# Торопово (Московская область)
Торопово — деревня в Раменском районе Московской области. Входит в состав Рыболовского сельского поселения. Население — 132 чел. (2010).
Расположена недалеко от реки Москвы. Расстояние по автодороге до центра поселения Рыболово — 16,7 км. Ближайшие населённые пункты — Никулино, Забусово, Федино.
На территории деревни расположен Тороповский пруд, также имеется Тороповское кладбище.

## Население
| 1926 | 2002 | 2010 |
| ---- | ---- | ---- |
| 814  | ↘117 | ↗132 |

По данным Всероссийской переписи 2010 года численность постоянного населения деревни составила 132 человека (55 мужчин, 77 женщин). Преобладающая национальность — русские.